# Elphomega
Elphomega (pseudònim de Sergio Albarracín) és un MC de Málaga (Espanya).

## Discografia[calcitació]
- "Leyenda: Rap Contienda" (Maqueta) (1998)
- "Fácil de Escuchar" (Maqueta) (2000)
- "El Fenomeno" (Maqueta) (2000)
- "Elphomega" (Maqueta) (2002)
- "One Man Army" (Maxi) (Zona Bruta, 2004)
- "Homogeddon" (LP) (Zona Bruta, 2005)
- "El Testimonio Libra" (LP) (Zona Bruta, 2007)
- "Phantom Pop" (LP) (BOA, 2011)
- "Catarata" (LP) (Navaja Suiza, 2014)
- "Nebuloso" (LP) (Navaja Suiza, 2016)